# Xã Antioch, Michigan
Xã Antioch (tiếng Anh: Antioch Township) là một xã thuộc quận Wexford, tiểu bang Michigan, Hoa Kỳ. Năm 2010, dân số của xã này là 815 người.